# Rebecca Nyandeng De Mabior
Rebecca Nyandeng De Mabior, également appelée Rebecca Garang, du nom de son défunt mari, née le 15 juillet 1956 à Bor, est une femme politique sud-soudanaise.   
Elle est la femme de John Garang, vice-président du Soudan et président du gouvernement de la région autonome du Soudan du Sud. À la mort de celui-ci dans un accident d’hélicoptère, en juillet 2005, elle devient une figure importante du Mouvement populaire de libération du Soudan, le parti qu'il a fondé. De 2005 à 2007, elle est ministre des Transports et de l'Infrastructure routière au sein du gouvernement de région autonome du Soudan du Sud, puis conseillère de Salva Kiir, le président du Soudan du Sud indépendant, de 2011 à 2013. Peu de temps après le début de la guerre civile sud-soudanaise qui éclate mi-décembre 2013, elle quitte le gouvernement et le pays, pour y revenir fin 2015, s'associant à une tentative de réconciliation entre les factions politiques opposées. En février 2020, elle devient l'une des cinq personnalités (avec Riek Machar, James Wani Igga, Taban Deng Gai et Hussein Abdelbagi (en)) nommées à la vice-présidence du Soudan du Sud, dans une nouvelle tentative pour mettre fin à la guerre civile.

## Biographie

### Enfance et éducation
Rebecca Nyandeng de Mabior est issue du peuple Dinka. Elle est née en juillet 1956 à Bor, une ville située sur la rive est du Nil blanc, à 200 km en aval de Djouba, la capitale. Son père est employé du département forestier. En 1973, son père est amené à travailler à Djouba, et la famille s'installe dans cette ville, où elle poursuit ses études.

### Rébellion contre Khartoum
Elle se marie le 19 décembre 1976 avec John Garang, un officier des forces armées soudanaises. Son mari, devenu colonel, déserte pour rejoindre une guérilla opposée au pouvoir de Gaafar Nimeiry, puis participe à la fondation, en mai 1983, du Mouvement populaire de libération du Soudan (Sudan People's Liberation Movement) et de sa branche armée, l'Armée populaire de libération du Soudan ou Sudan People's Liberation Army (SPLA). Elle-même l'accompagne au sein des forces rebelles, dans la brousse, et reçoit une formation militaire à Cuba en 1986 mais préfère se consacrer pour l'essentiel à des tâches humanitaires.

### Efforts pour le processus de paix avec le Nord
Après un cessez-le-feu en octobre 2002, des accords de paix entre le gouvernement de Khartoum et les rebelles animistes et chrétiens de la SPLA sont signés le 9 janvier 2005. Le gouvernement est représenté par le vice-président Ali Osmane Taha et la SPLA par John Garang. Un vote de la population du sud sur l'indépendance est prévu en 2010. John Garang est nommé vice-président du Soudan le 9 juillet 2005, mais il meurt le 30 du même mois dans un crash d'hélicoptère.
Après la mort de John Garang, sa veuve rejoint le bureau politique du SPLM, tandis que le général Salva Kiir reprend les différentes fonctions exercées précédemment par John Garang et devient vice-président du Soudan, président du Gouvernement du Sud-Soudan du Sud, et commandant en chef de la SPLA. Il nomme Rebecca Nyandeng De Mabior ministre de la Voirie et des Transports du gouvernement du Soudan du Sud.
Elle continue à être une ardente défenseur de la mise en œuvre de l'Accord de paix global signé en 9 janvier 2005 par John Garang, pour mettre fin à la guerre civile nord-sud au Soudan. Début 2006, elle rencontre aux États-Unis le président George W. Bush, puis la secrétaire d’État américaine Condoleezza Rice et son adjoint Robert Zoellick. Elle leur transmet un message de reconnaissance pour l'implication américaine dans la quête de la paix au Sud-Soudan.
Elle soutient la mise en œuvre du processus qui mène le Soudan du Sud à l'indépendance le 9 juillet 2011. En 2007, elle perd toutefois son poste de ministre, et est nommé à un poste de conseiller auprès, pour les affaires humanitaires, auprès de Salva Kiir.

### Parcours dans le Soudan du Sud indépendant
Selon le Sudan Tribune, Rebecca Nyandeng a un entretien important, le 22 décembre 2013, avec le président du Soudan du Sud, Salva Kiir, pour échanger sur la guerre civile sud-soudanaise qui s'est déclenchée mi-décembre : le 15 décembre 2013, en effet, des combats ont éclaté dans la capitale Djouba, entre les partisans du président Salva Kiir et ceux de Riek Machar limogé en juillet du gouvernement, des massacres de civils ont été perpétrés par les forces présidentielles dans la capitale les jours suivants, les Occidentaux ont évacué leurs ressortissants, et, le 19 décembre, les soldats de Riek Machar se sont emparés de la ville stratégique de Bor, contraignant les compagnies pétrolières à cesser leur activité.
Durant les mois qui suivent, une guerre civile s'intensifie entre les forces fidèles au président Kiir, et celles rassemblées  par son ancien vice-président Machar. Certaines villes du pays comme Bor, Malakal et Bentiu changent plusieurs fois de mains. Des tueries en masse, des pillages et des viols sont perpétrés par les deux camps. Ce conflit fait des dizaines de milliers de morts et des millions de déplacés.
Restée à son poste à Djouba, Rebecca Nyandeng De Mabior est finalement limogée en août 2014 de son rôle de conseillère par Kiir. Elle choisit l'exil à Nairobi, au Kenya. En juillet 2015, elle rencontre le secrétaire général des Nations unies, Ban Ki-moon, à Addis Abeba. Elle revient à Djouba, capitale du Soudan du Sud, en novembre 2015, pour préparer sur place une réconciliation entre Kiir et Machar, qui s'amorce difficilement à la suite d'un accord signé les 17 et 26 août 2015 par leurs entourages respectifs.
En février 2020, dans le cadre d'une tentative de réconciliation des belligérants sud-soudanais, elle fait partie des cinq personnalités nommées à la vice-présidence du Soudan du Sud. Mais l'insécurité et les affrontements persistent.